# Giacomo Pecoraria
Giacomo Pecoraria (ur. 1170/80 — zm. 25 czerwca 1244) – włoski duchowny, cysters i kardynał.

## Życiorys
Pochodził z Piacenzy. Wybrawszy stan duchowny, został archidiakonem kapituły katedralnej w Rawennie (1211-1219). Następnie (być może już ok. 1215) wstąpił do zakonu cystersów w Clairvaux i wkrótce potem (1223?) został wybrany opatem klasztoru Trois-Fontaines. W drugiej połowie 1231 roku papież Grzegorz IX mianował go kardynałem-biskupem Palestriny; sakrę biskupią otrzymał jednak dopiero w 1235. Podpisywał bulle papieskie między 5 maja 1234 a 26 kwietnia 1244. Grzegorz IX wielokrotnie wysyłał go jako legata w różne części Europy (legacja wobec cesarza Fryderyka II w styczniu 1232, legacja na Węgrzech 1232-1234, w Toskanii 1235, w Lombardii 1236-1237, w Rzymie pod nieobecność papieża w mieście w 1238, oraz w Prowansji 1239). W drodze powrotnej z legacji w Prowansji (1239) został uwięziony przez Enzio, syna Fryderyka II. Pozostał w cesarskiej niewoli aż do maja 1243, wskutek czego nie brał udziału w wyborze Celestyna IV w 1241. Brał natomiast udział w papieskiej elekcji 1243, jednak niedługo potem zmarł.